# Kubanstrói
Kubanstrói (del ruso: Кубаньстрой) es un pueblo posiólok del raión de Tajtamukái en la república de Adiguesia de Rusia. Está situado en la confluencia del río Afips y el río Kubán, 18 km al noroeste de Tajtamukái y 112 km al noroeste de Maikop, la capital de la república. Tenía 395 habitantes en 2010
Pertenece al municipio Afipsipskoye.